# Песьяне (Довгівська сільська рада)
Песья́не (рос. Песьяное) — присілок у складі Частоозерського округу Курганської області, Росія.
Населення — 97 осіб (2010, 158 у 2002).
Національний склад станом на 2002 рік:
- росіяни — 92 %